# Палмето (Џорџија)
Палмето (Џорџија) (енгл. Palmetto) град је у америчкој савезној држави Џорџија. По попису становништва из 2010. у њему је живело 4.488 становника.

## Демографија
Према попису становништва из 2010. у граду је живело 4.488 становника, што је 1.088 (32,0%) становника више него 2000. године.
| Група             | 2000.         | 2010.         |
| Белци             | 1.443 (42,4%) | 1.209 (26,9%) |
| Афроамериканци    | 1.502 (44,2%) | 2.577 (57,4%) |
| Азијати           | 1 (0,0%)      | 33 (0,7%)     |
| Хиспаноамериканци | 395 (11,6%)   | 570 (12,7%)   |
| Укупно            | 3.400         | 4.488         |